# メタルボックス
メタルボックス有限会社は、2001年に設立された日本の芸能事務所。

## 主な所属タレント
- いちご姫
- 小久保ナナ
- 松田美樹

## 以前所属していたタレント
- 神谷涼
- 栗山夢衣
- 佐野夏芽
- 矢部美希
- 青山美星
- 沢村洋奈
- 市位のぞみ - 2007年9月まで
- 花井美理
- 鈴井ひかり
- 仁科那奈子
- 遠山涼音